# Thematische relatie
Met thematische relatie wordt in de syntaxis en de semantiek de rol van een nominale constituent met betrekking tot het hoofdwerkwoord van een zin bedoeld. De zin Zij eet een appel bevat twee thematische relaties: de agens (zij) en de patiëns (de appel).

## Soorten
De volgende thematische relaties worden onderscheiden:
- Agens: verricht doelbewust de handeling, bezield (Willem at zijn soep).
- Ervaarder: ondergaat een zintuiglijke of emotionele ervaring, bezield (De geur van gebakken vlees vulde mijn neusgaten).
- Thema: ondergaat de handeling zonder zelf te veranderen, bezield of onbezield.
- Patiëns: ondergaat de handeling en verandert daarbij zelf ook, bijvoorbeeld van vorm, bezield of onbezield (De vallende rotsblokken verbrijzelden zijn voet).
- Instrument: wordt gebruikt als middel de handeling te verrichten, vaker onbezield dan bezield (De kapper knipte mijn haren af met een schaar).
- Natuurlijke oorzaak: iets onbezields dat de handeling verricht (Een lawine bedekte het in de bergen gelegen dorp).
- Locatie: plaats waar de handeling zich voltrekt (Ze speelden in het park).
- Doel: waar de handeling op gericht is (De auto reed naar de/richting parkeerplaats).
- Ontvanger: het doel bij wisseling van eigendom, ofwel de nieuwe eigenaar (Ik stuurde hem een e-mail).
- Bron: waar de handeling haar oorsprong vindt (Het schip vertrok uit de haven).
- Tijd: tijd waarop de handeling plaatsheeft (Het schip vertrok gisteren).
- Begunstigde: wat er bij baat bij heeft, meestal bezield (Ik bakte brood voor haar).
- Manier: de manier waarop een handeling wordt verricht (Zij belde haastig het alarmnummer).
- Reden: waarom de handeling wordt verricht (Zij belde om hulp te krijgen).
- Oorzaak: wat de voornaamste aanleiding tot de handeling was (Omdat hij honger had at hij de taart op).

## Uitdrukken van thematische relaties
Thematische relaties worden in verschillende talen en taalfamilies op allerlei manieren weergegeven, bijvoorbeeld door middel van voor- en achterzetsels. Sommige taalfamilies zoals de Fins-Oegrische talen beschikken daarentegen over hele reeksen naamvallen om thematische relaties uit te drukken, zoals de benefactief voor de begunstigde, de partitief voor bijvoorbeeld het thema, de allatief voor het doel en de inessief voor de locatie.

## Thematische relaties en gewone ontleding
Het verschil tussen de term "thematische relatie" en traditionele in de ontleding gebruikte aanduidingen voor zinsdelen met een bepaalde functie, zoals onderwerp en lijdend voorwerp, is dat bij thematische relaties zowel de functie als de betekenis van de zinsdelen scherper is afgebakend. Daarnaast heeft een zinsdeel in principe nooit meer dan één grammaticale functie, terwijl het meerdere thematische relaties kan hebben. In de zin
- Zij geeft hem een appel

doet het onderwerp - Zij - tegelijk dienst als agens en als bron. De zin als geheel bevat vier thematische relaties: agens, ontvanger, bron en thema (een appel).

## Thematische relaties versus thèta-rollen
De begrippen "thematische relatie" en "thèta-rol" worden heel vaak door elkaar heen gebruikt, maar ze betekenen niet hetzelfde. Een thèta-rol is alleen de belangrijkste thematische relatie in een zin, die een argumentstructuur weerspiegelt. Een zinsdeel kan dus nooit meer dan één thèta-rol bevatten, terwijl het meerdere thematische relaties kan hebben. Thèta-rollen hebben ook niet op alle nominale constituenten betrekking, maar alleen op argumenten. Thematische relaties kunnen in principe op alle nominale constituenten betrekking hebben, met uitzondering van stopwoorden.
Semantische rol is de overkoepelende benaming voor zowel thematische relaties als thèta-rollen.

## Zinsthema
De semantische rol (thematische relatie) van thema moet niet worden verward met een thema zoals dat wordt onderscheiden binnen de theorie van het functioneel zinsperspectief. Daarin kan bijvoorbeeld hem, met extra nadruk in een zin vooropgeplaatst (zoals in Hem haat ik), het zinsthema genoemd worden. Vroeger noemde men dit wel het 'psychologische onderwerp'. Volgens de grammaticus C.H. den Hertog is dat 'de voorstelling, die in de door den zin uitgedrukte mededeeling, vraag of gebod op den voorgrond staat'.